# 舊明斯特河
48°39′27″N 10°53′11″E / 48.657458°N 10.88625°E
舊明斯特河（德語：Münsterer Alte），是德國的河流，位於該國東南部，由巴伐利亞負責管轄，屬於萊希河的支流，河道全長18公里，流域面積409平方公里，發源自蒂爾豪普滕。